# C12H15FN2
化学式C12H15FN2（摩尔质量：206.26 g/mol）可以指：
- 4-氟二甲基色胺，CAS号：1644-64-0
- 5-氟二甲基色胺，CAS号：22120-36-1
- 6-氟二甲基色胺，CAS号：1511-31-5

|  | 这个同类索引页列出了具有相同分子式的化学物（即同分異構體）条目。 除非您是有意链接至本页，否则应将相应条目的内部链接指向正确的条目。 |